# Sergio Escudero (cầu thủ bóng đá, sinh 1988)
Sergio Escudero (sinh ngày 1 tháng 9 năm 1988) là một cầu thủ bóng đá người Nhật Bản.

## Sự nghiệp câu lạc bộ
Sergio Escudero đã từng chơi cho Urawa Reds, FC Seoul, Jiangsu Sainty và Kyoto Sanga FC.